# Kōhoku
Kōhoku (江北町?) è una cittadina giapponese della prefettura di Saga.